# Santa Ana de Mosetenes
Santa Ana de Mosetenes, antes llamada Santa Ana de Huachi, es una localidad de Bolivia, ubicada en el oeste del país. Se encuentra administrativamente en el municipio de Palos Blancos de la provincia de Sud Yungas en el departamento de La Paz.
La localidad se encuentra a una altitud de 411 m s. n. m. a la margen oriental del Alto Beni, a unos diez kilómetros al noroeste del Puente Alto Beni en Sapecho.

## Historia
La misión de Santa Ana fue fundada por primera vez en 1815, a las orillas del arroyo Suopi o Suapi, en la orilla occidental del río Alto Beni, pero luego se trasladó y se refundó en 1821 en la orilla oriental, donde se ubica actualmente. La misión de Santa Ana se denominó después Santa Ana de Huachi, cuyo término Huachi se supone que proviene justamente de Suapi o Suopi, que probablemente provienen de Woopi.

## Geografía
Santa Ana de Mosetenes se encuentra en los Yungas bolivianos al este de la Cordillera Real de los Andes. La región tiene un clima diurno característico, en el que las fluctuaciones de la temperatura media a lo largo del día son más pronunciadas que a lo largo del año.
La temperatura promedio promedio en la región es de 28 °C, la precipitación anual es de casi 1600 mm. Las temperaturas medias mensuales varían sólo ligeramente entre 25 °C en junio/julio y 29 °C de octubre a marzo. La precipitación mensual es inferior a 50 mm en los meses de junio y julio y a más de 200 mm de diciembre a febrero.

## Transporte
Santa Ana de Mosetenes se ubica a 237 kilómetros por carretera al noreste de La Paz, sede de gobierno de Bolivia.
Desde La Paz, la ruta troncal Ruta 3 recorre hacia el noreste por Coroico y Caranavi hasta el puente sobre el río Beni, y desde allí cinco kilómetros río arriba hasta Sapecho. La Ruta 3 llega al río Mamoré luego de 372 kilómetros cerca de Trinidad.
Justo después del Puente Alto Beni, un camino de tierra se desvía de la Ruta 3 en dirección noroeste, siguiendo río abajo el Alto Beni y finalizando luego de 13 kilómetros en Santa Ana de Mosetenes. Luego, el pueblo se conecta directamente con los pueblos del lado izquierdo del río a través de un ferry.

## Demografía
La población de la localidad se ha duplicado en la última década:
| Año  | Habitantes | Fuente |
| ---- | ---------- | ------ |
| 1992 | sin datos  | Censo  |
| 2001 | 375        | Censo  |
| 2012 | 721        | Censo  |

Dado que una parte importante de la población de la región emigró del Altiplano en las décadas de 1960 y 1970, la región tiene una proporción significativa de población aimara, ya que en el municipio de Palos Blancos el 33,8 % de la población habla el idioma aimara.